# Джиммі Ерікссон
Джиммі Ерікссон (швед. Jimmie Ericsson; 22 лютого 1980, м. Шеллефтео, Швеція) — шведський хокеїст, лівий/правий нападник. Виступає за СКА (Санкт-Петербург) у Континентальній хокейній лізі.
Вихованець хокейної школи ХК «Віта Вестен». Виступав за ХК «Лександ», ХК «Шеллефтео».
В чемпіонатах Швеції — 420 матчів (81+138), у плей-оф — 112 матчів (37+26).
У складі національної збірної Швеції учасник зимових Олімпійських ігор 2014 (6 матчів, 1+1), учасник чемпіонатів світу 2010, 2011, 2013, 2014 і 2015 (36 матчів, 5+3). 
Брат: Джонатан Ерікссон.
Досягнення
- Срібний призер зимових Олімпійських ігор (2014)
- Чемпіон світу 2013, срібний призер (2011), бронзовий призер (2010, 2014)
- Чемпіон Швеції (2013, 2014), срібний призер (2011)
- Володар Кубка Гагаріна (2015)